# Club de l'hôtel de Massiac
Pour les articles homonymes, voir Massiac (homonymie).
Le club de l'Hôtel de Massiac est une société de riches colons de Saint-Domingue et des Petites Antilles, installée à l'hôtel de Massiac, à Paris, et fondée le 20 août 1789.
Elle réussit à suspendre dans les colonies l'application de la Déclaration des droits de l'homme dont les principes abolissaient l'esclavage, et à différer de plusieurs mois la création à l'Assemblée d'un comité des colonies.

## L'hôtel de Massiac
Louis-Claude-René de Mordant (1746-1806), qui se fait appeler Marquis de Massiac depuis qu'il a hérité, en 1770, de son grand-oncle, le ministre de la Marine Claude-Louis d'Espinchal, possède cet hôtel particulier, anciennement Hôtel de Pomponne, situé Place des Victoires à Paris. Un « Club des colons blancs » commence à s'y réunir dès le 20 août 1789, afin de combattre l'influence de la Société des amis des Noirs, fondée par Brissot en 1787, qui veut faire abolir la traite négrière dans les colonies. Il rassemble dès l'origine 70 membres, tous propriétaires à Saint-Domingue ou aux Petites Antilles, et en comptera plus de 400 en 1791 lors du débat à l'Assemblée sur les colonies.

## L'opposition à la Société des amis des Noirs
Dès le 15 juillet 1789, une première assemblée des « colons résidant à Paris » s'était réunie à l'initiative de Louis-Marthe de Gouy d'Arsy afin d'obtenir la représentation des colonies à l'Assemblée et la création dans les colonies d'assemblées coloniales exerçant le contrôle politique local. Le club crée des sociétés de correspondance dans les ports. Il s'agit d'empêcher l'Assemblée de prendre des mesures entravant les intérêts des colons. Le club Massiac a été dominé par des personnalités comme celles de ce Gouy d'Arsy, issu de la noblesse et détenteur d'une immense fortune à Saint-Domingue, ainsi que par le Martiniquais créole Médéric Louis Élie Moreau de Saint-Méry, théoricien du club. 
Brissot rapporte dans ses mémoires la réponse de Louis XVI à Gouy d'Arsy, élu député de la noblesse Saint-Domingue aux États généraux, venu solliciter l’interdiction des séances de la Société des amis des Noirs : « Ces pauvres noirs ont-ils donc des amis en France ? Tant mieux, je ne veux pas interrompre leurs travaux. »
Le groupe s'appuie à l'Assemblée sur Malouet, Barnave, ainsi que sur Alexandre de Lameth.
Dans sa séance du lundi 8 mars 1790, le Sieur Barnave, rapporteur du Comité colonial, lit un rapport sur le travail de ce comité, puis soumet à l'Assemblée un projet de décret dont le préambule déclare que « considérant les colonies comme une partie de l'empire français et désirant les faire jouir de l'heureuse régénération qui s'y est opérée, elle n'a cependant jamais entendu les comprendre dans la Constitution qu'elle a décrétée pour le royaume, et les assujettir à des lois qui pourraient être incompatibles avec leurs convenances locales ou particulières ». Suivent six articles qui indiquent le moyen pour chaque colonie de se doter de l'administration qui convient le mieux à sa prospérité et à celle de ses habitants en se conformant aux principes qui lient les colonies à la métropole en « assurant la conservation de leurs intérêts respectifs. » Le club Massiac mène campagne contre les droits des hommes de couleur libres à l'égalité ainsi que contre leurs défenseurs les plus actifs. À ce titre le club accuse l'abbé Grégoire, pourtant fils unique, peut-être par confusion avec un corellegionaire homonyme de Villers-Cotterêts, d'agir sous l'influence de son frère marié à une femme de couleur.

## La réclamation de vingt sièges aux États-Généraux
En se fondant sur le poids démographique de Saint-Domingue, esclaves compris, la délégation prétend obtenir vingt sièges aux États généraux. La représentation de Saint-Domingue est finalement ramenée à six, mais la question du statut des hommes a été posée, ouvrant une brèche dans l’édifice esclavagiste.
Après la révolte des esclaves de 1791, de nombreux planteurs fuient l'île et forment les communautés des réfugiés français de Saint-Domingue en Amérique, où se déplace le centre de gravité du lobby des colons, avec des revendications de plus en plus axées aussi sur la culture. Louis Marthe de Gouy d'Arsy a été guillotiné, mais d'autres orateurs et élus de Saint-Domingue, s'installent dans la capitale américaine de l'époque, Philadelphie, tels que Denis Nicolas Cottineau de Kerloguen.

## Principaux membres
- Yves Cormier (1740-1805), secrétaire puis président du Club de Massiac, ainsi que du club Monarchique; auparavant procureur du roi au Présidial de Rennes. Il était le fils d'Yves-Gille Cormier un négociant, fermier général de l'évêché de Rennes, échevin de la ville ;
- Louis Claude René de Mordant (1746-1806), dit le Marquis de Massiac. Son père, Louis Mordant, anobli en 1759, conseiller-maître à la Cour des comptes de Rouen, avait amassé une très grosse fortune grâce à des spéculations commerciales avec les îles d'Amérique ;
- Louis Marthe de Gouy d'Arsy, député de la noblesse de Saint-Domingue aux États généraux de 1789 ;
- Médéric Louis Élie Moreau de Saint-Méry, colon créole, érudit, propriétaire d’esclaves, théoricien du club et inventeur du concept d’« aristocratie de l'épiderme » ;
- Alexandre de Lameth, initialement membre de la Société des amis des Noirs ;
- Charles-Malo de Lameth, son frère.
- Jacques Charles Patrice & Jean Pantaléon de Butler, propriétaires à Saint Domingue et officiers, beau-frères de Yves Cormier[3]
- David Duval de Sanadon (1748-1816), parfois Duval-Sanadon, secrétaire et publiciste du Club de Massiac [4], avocat au parlement de Paris, fils d'un colon de Saint-Domingue, auteur d'un Précis sur l'esclavage des nègres (1789), et de Réclamations et observations des colons sur l'idée de l'Abolition de la Traite et de l'affranchissement des nègres présenté le 28 décembre 1789 à l'Assemblée nationale.

## Liens